# Lucanus manai
Lucanus manai là một loài bọ cánh cứng trong họ Lucanidae. Loài này được Bomans & Miyashita mô tả khoa học năm 1997.